# Parti socialiste de Grande-Bretagne
Ne doit pas être confondu avec Parti socialiste (Angleterre et pays de Galles) ou Parti travailliste socialiste.
Le Parti socialiste de Grande-Bretagne (Socialist Party of Great Britain, SPGB) est un parti politique d'orientation marxiste, fondé en 1904 dans la tradition impossibiliste, forme de radicalisme au sein de la social-démocratie du début du XXe siècle qui rejetait toute évolution graduelle du capitalisme vers le socialisme (possibilisme).
Le Parti socialiste de Grande-Bretagne (SPGB) est un parti socialiste au Royaume-Uni. C'est un parti révolutionnaire marxiste opposé au réformisme.
Il a été formé sur le modèle de la tendance impossibiliste du mouvement socialiste au Canada, à la suite de l'expulsion des membres par Henry Hyndman de la Social Democratic Federation (SDF) au Royaume-Uni.

## Histoire

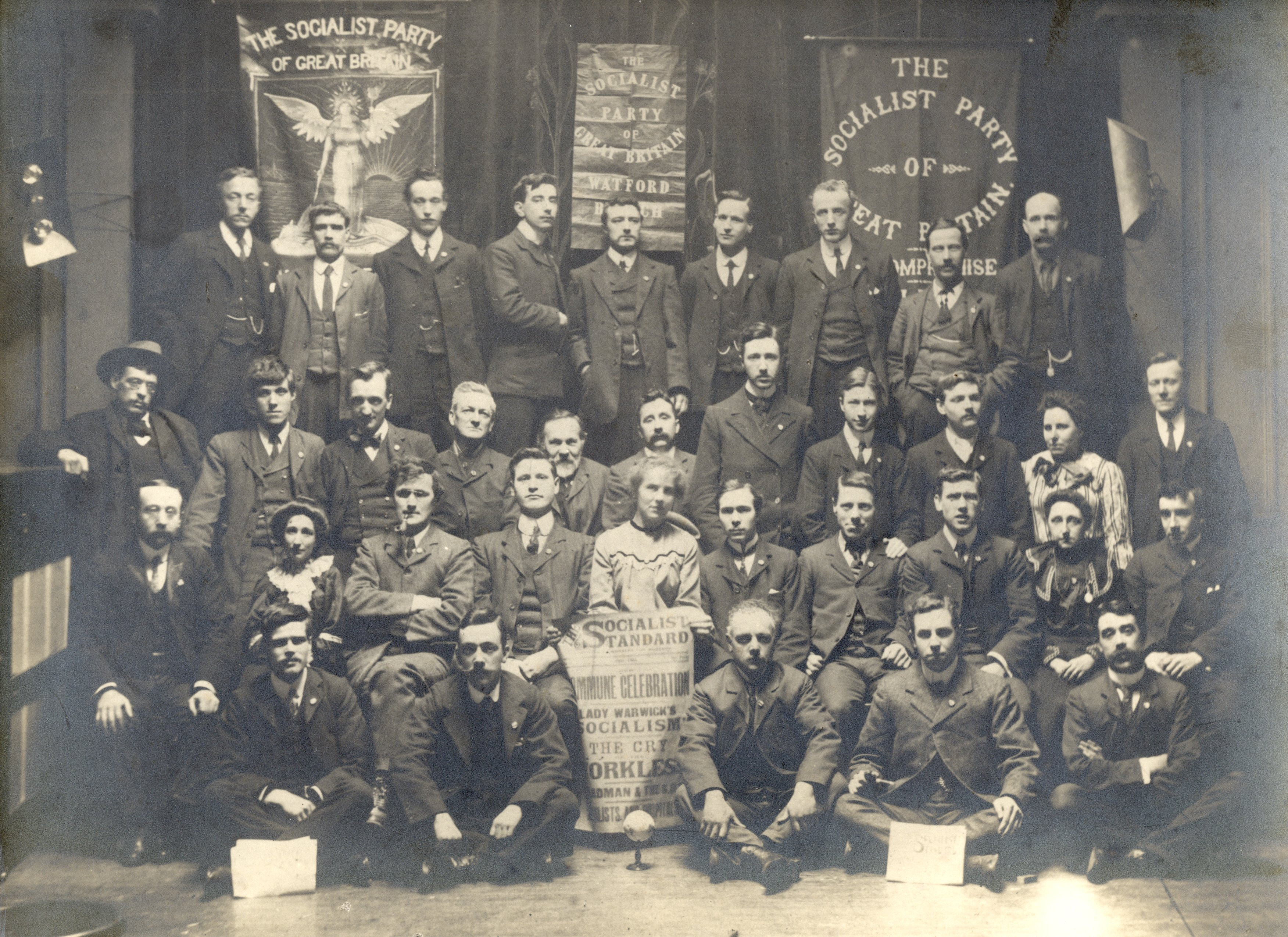
SPGB 1905

Le premier numéro de la publication du parti, le Socialist Standard a été publié le 1er septembre 1904, et il a paru chaque mois chaque mois sans interruption depuis. En 1904, le parti a quitté la Deuxième Internationale en s'opposant à son réformisme.
Les premiers pamphlets incluaient «le socialisme et la religion» et les réimpressions d’ «Art, travail et socialisme» de William Morris et des traductions de «De l'artisanat au capitalisme», «La classe capitaliste» et «La classe ouvrière» de Karl Kautsky. Les débats ont également été publiés, y compris par Jack Fitzgerald contre le Parti libéral («La classe ouvrière devrait-elle soutenir le Parti libéral?» En 1911), le Parti travailliste socialiste («Forum Ouvert de Govan Workers», 1931) et par Edgar Hardcastle contre «L’Union fédérale» («Les socialistes devraient-ils soutenir l'union fédérale?» En 1940).
Durant la Première Guerre mondiale, le Socialist Standard a été interdit à l'exportation par le Bureau de l’Intérieur en vertu des Règlements de la Défense 27 et 57. Bien que le Parti socialiste s'opposât à l'avant-garde, y compris au Léninisme, c'est la seule publication britannique à avoir imprimé en 1915 un article des Bolcheviks qui appelait à la fin de la guerre. Le Parti socialiste s'est opposé à toute guerre depuis sa fondation.
En 1937, Sir William Bodkin a déclaré au Parlement de la Nouvelle-Zélande que le Socialist Standard était « l'autorité la plus remarquable du monde socialiste dans l'Empire britannique ».

### Après-guerre
Au cours de la Seconde Guerre mondiale, de nombreux membres ont évité la conscription en temps de guerre en étant des objecteurs de conscience, mais l'opposition du Socialist Standard à la guerre était nécessairement fortement censurée. En 1945, le SPGB a participé à ses premières élections générales avec le candidat Clifford Groves, et peu après la Seconde Guerre mondiale, il a déménagé à son siège actuel à Clapham High Street. Le parti n'a jamais fait campagne pour des réformes et a toujours aspiré à ce que l'élection officie sur un manifeste strictement pour le socialisme.
Au cours des années 1950, le SPGB a publié le «Forum Journal» pour le débat entre les membres, ce qui a mené au départ du principal porte-parole Tony Turner.
En 1969, le SPGB a publié une publication unique multilingue intitulée «World Socialism 69».
En 1975, un membre a publié une histoire non officielle du parti (The Monument de Robert Barltrop). Edgar Hardcastle a débattu contre le porte-parole conservateur Sir Keith Joseph en 1975 et le Socialist Standard a interviewé le porte-parole travailliste Tony Benn en 1980.
En 1991, certains membres notoires et de longue date, dont Edgar Hardcastle, qui se trouvaient dans les succursales[pas clair] de Londres qui ont été dissoutes, ont quitté le parti. Beaucoup de ces membres ont formé Socialist Studies et publient une publication trimestrielle du même nom.

## XXIesiècle
En 2001, le Parti socialiste a mis en place un forum Internet public qui est encore utilisé aujourd'hui. En 2004, le SPGB a publié «Socialism or Your Money Back» un livre d'articles de l'historique du Socialist Standard. Le numéro de juin 2004 du Socialist Standard était une édition spéciale pour célébrer le centenaire du parti et détailler l'histoire du parti.
En 2014, le SPGB a contesté les élections au Parlement européen et a fait sa première apparition à la télévision sur la BBC. En 2015, le candidat du parti a participé aux débats électoraux contre Jeremy Corbyn. En 2016, il a été signalé que Bernie Sanders était un abonné au Socialist Standard.

## Histoire électorale
| An             | Candidats | Vote |
| -------------- | --------- | ---- |
| 1945           | 1         | 472  |
| 1950           | 2         | 448  |
| 1959           | 1         | 899  |
| 1964           | 2         | 322  |
| 1966           | 2         | 333  |
| 1970           | 2         | 376  |
| 1974 (octobre) | 1         | 118  |
| 1979           | 1         | 78   |
| 1983           | 1         | 85   |
| 1987           | 1         | 81   |
| 1992           | 1         | 175  |
| 1997           | 5         | 1359 |
| 2001           | 1         | 357  |
| 2005           | 1         | 240  |
| 2010           | 1         | 143  |
| 2015           | 10        | 899  |
| 2017           | 3         | 145  |

Aux élections européennes de 2014, le parti socialiste de Grande-Bretagne gagna 5454 voix (0.23%) au sud-est et 1384 (0.19%) au Pays de Galles.

## Source
- (en) Cet article est partiellement ou en totalité issu de l’article de Wikipédia en anglais intitulé « Socialist Party of Great Britain » (voir la liste des auteurs).